# اکینوپسیس اوکسیژونا
اکینوپسیس اوکسیژونا(نام علمی: Echinopsis oxygona) نام یک گونه کاکتوس از سرده کاکتوس‌های پرخار است. این گیاه گُل‌دار بومی کشورهای برزیل، اروگوئه و آرژانتین است.

## نگارخانه

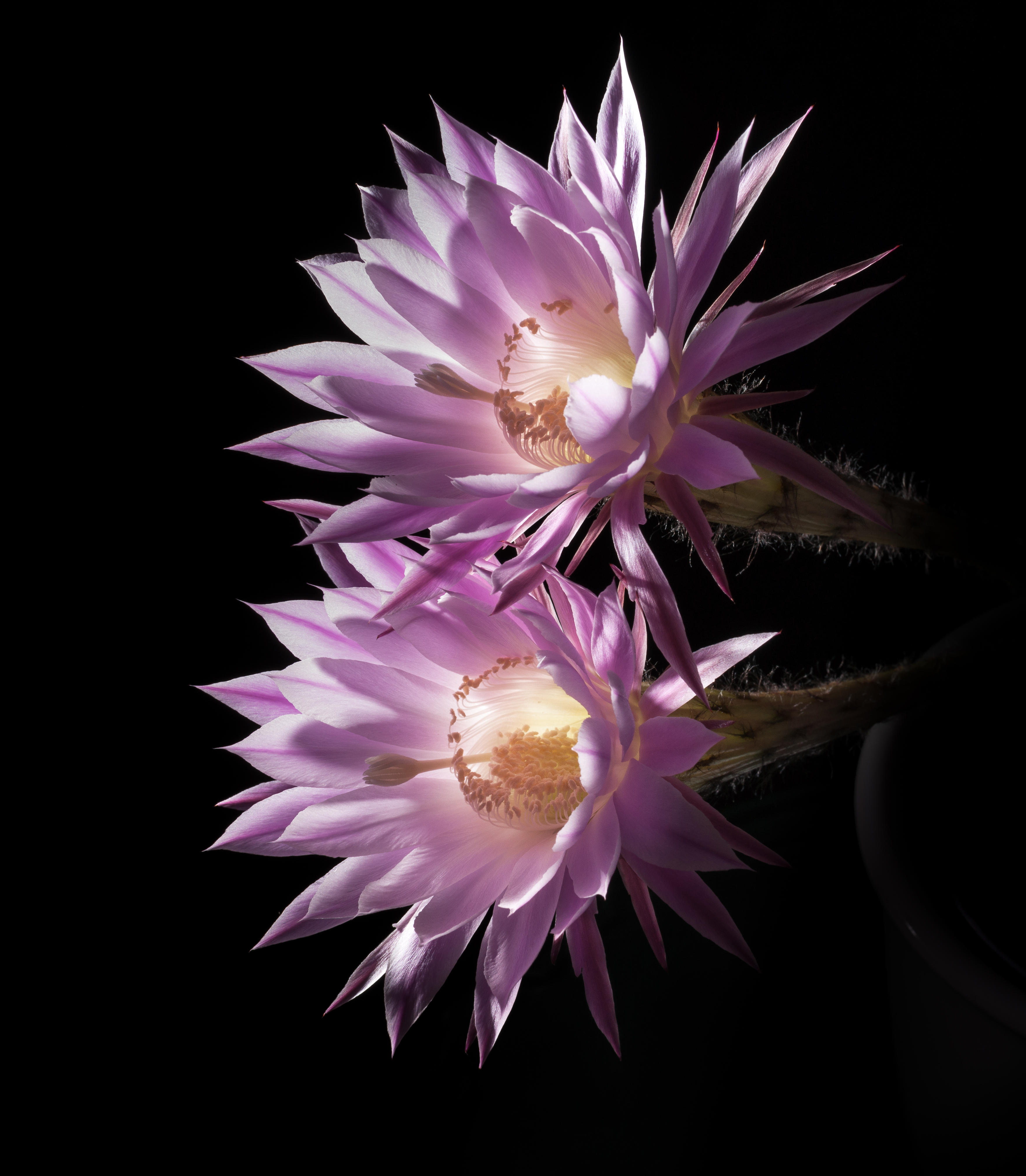
گُل‌های سوسنی‌رنگِ کاکتوس اکینوپسیس اوکسیژونا
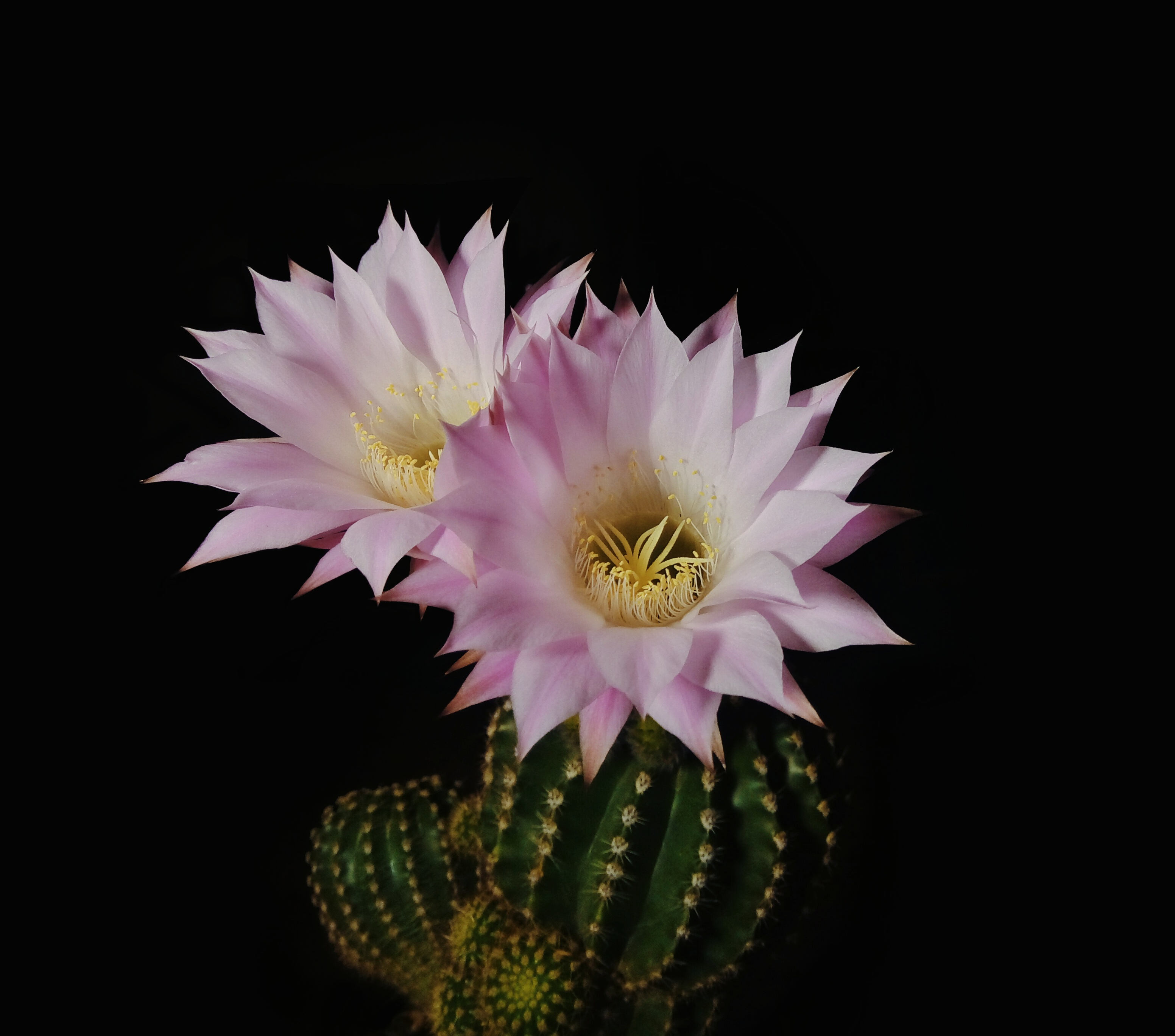
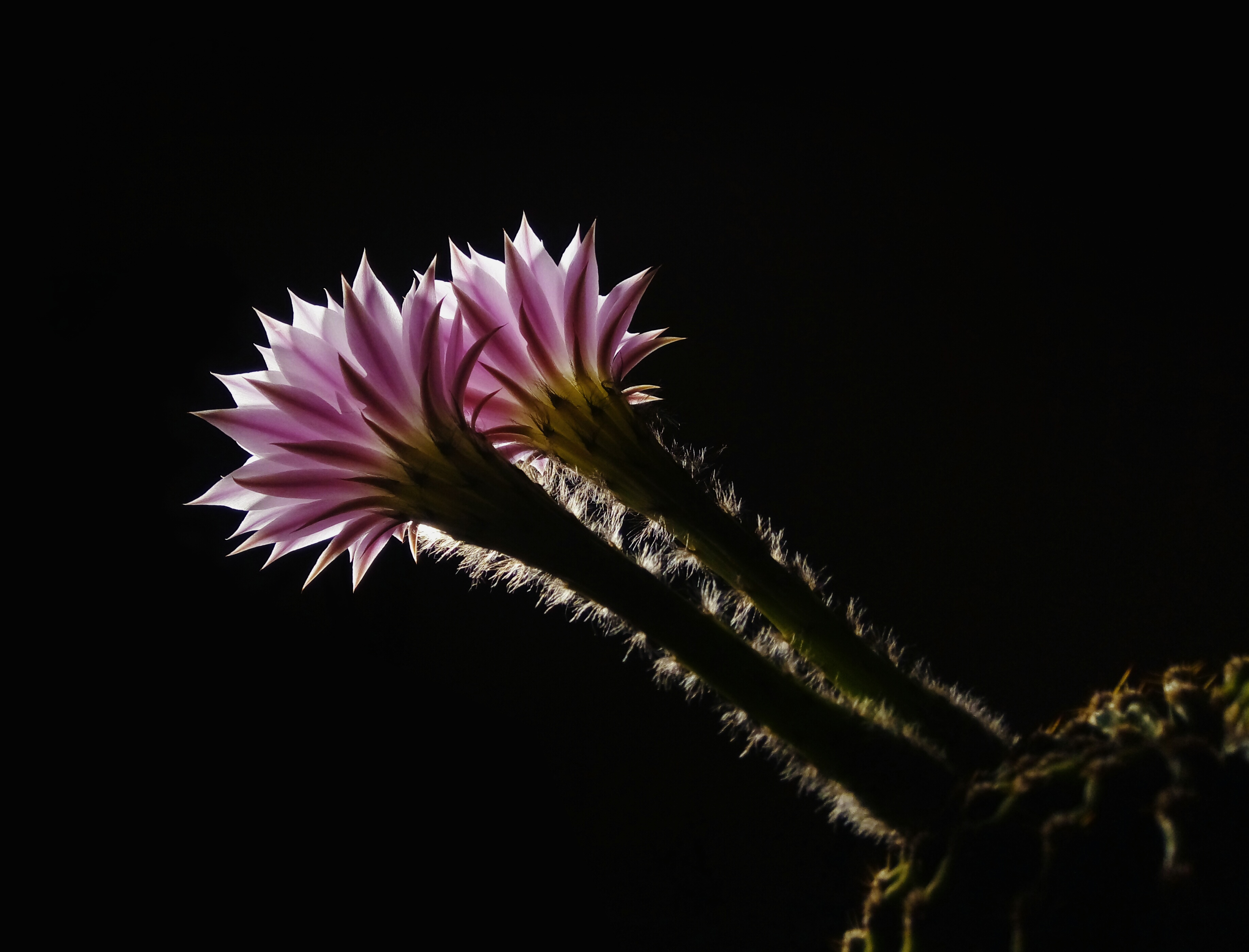
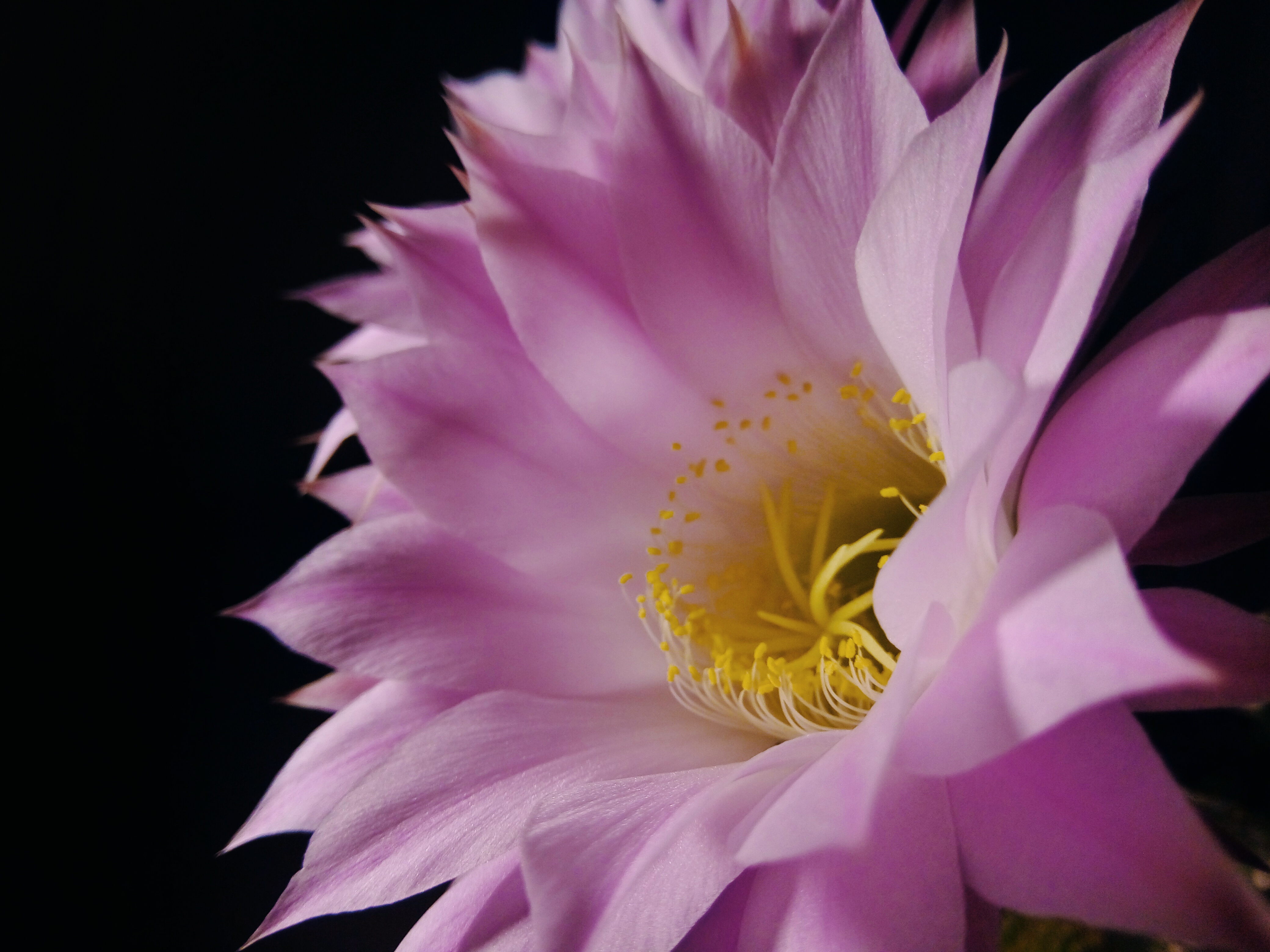
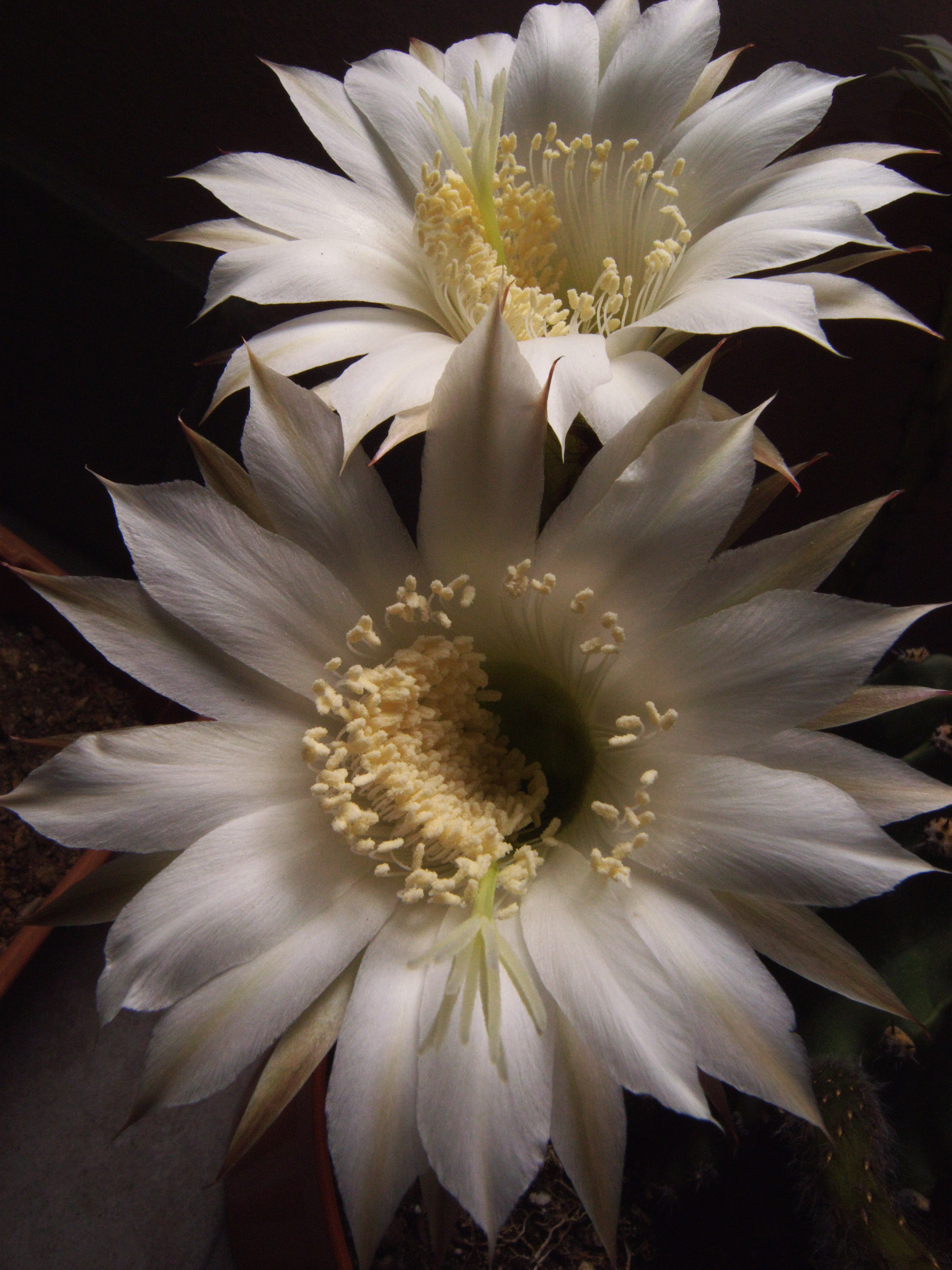
گُل‌های سفیدرنگِ کاکتوس اکینوپسیس اوکسیژونا
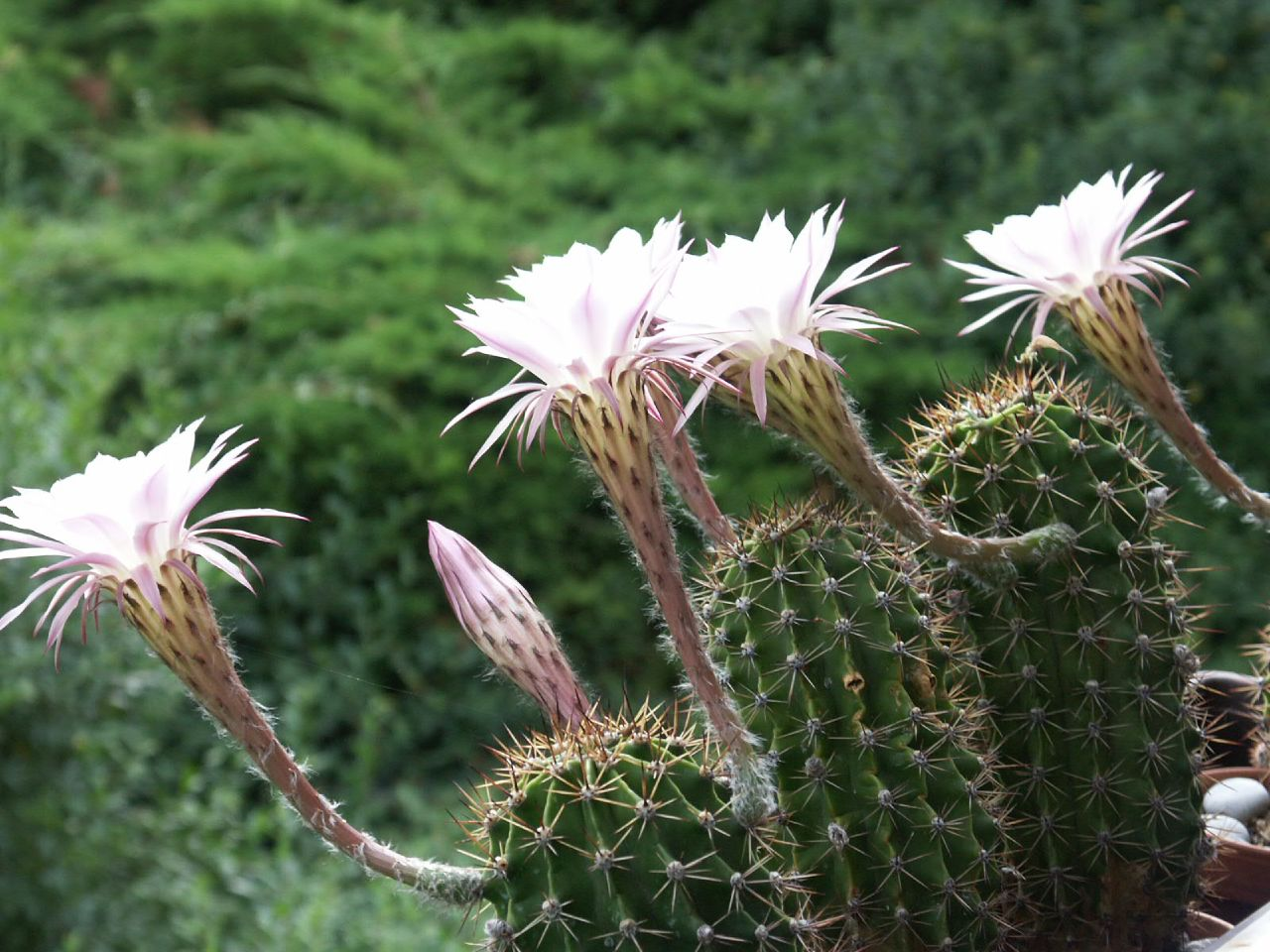
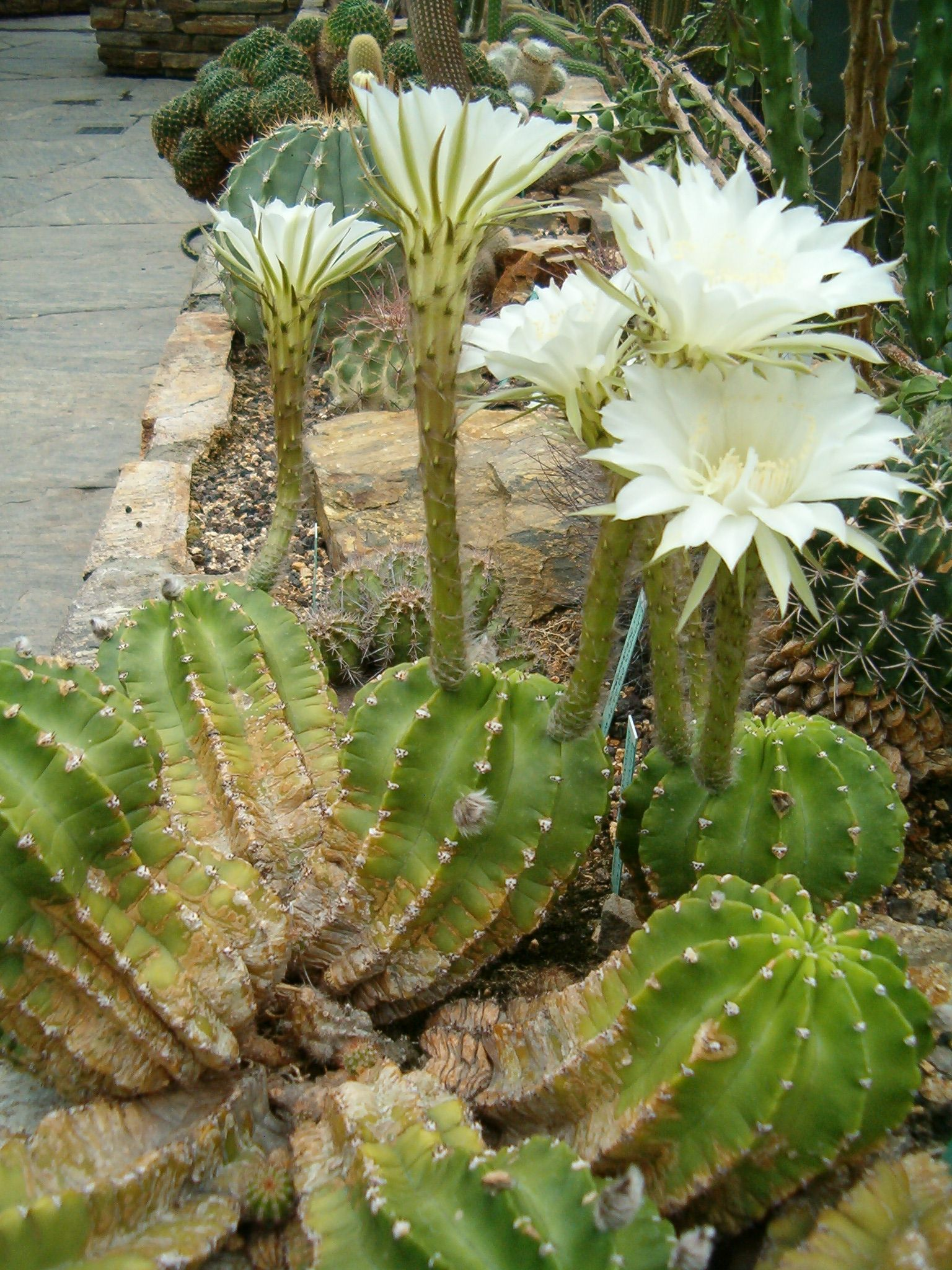
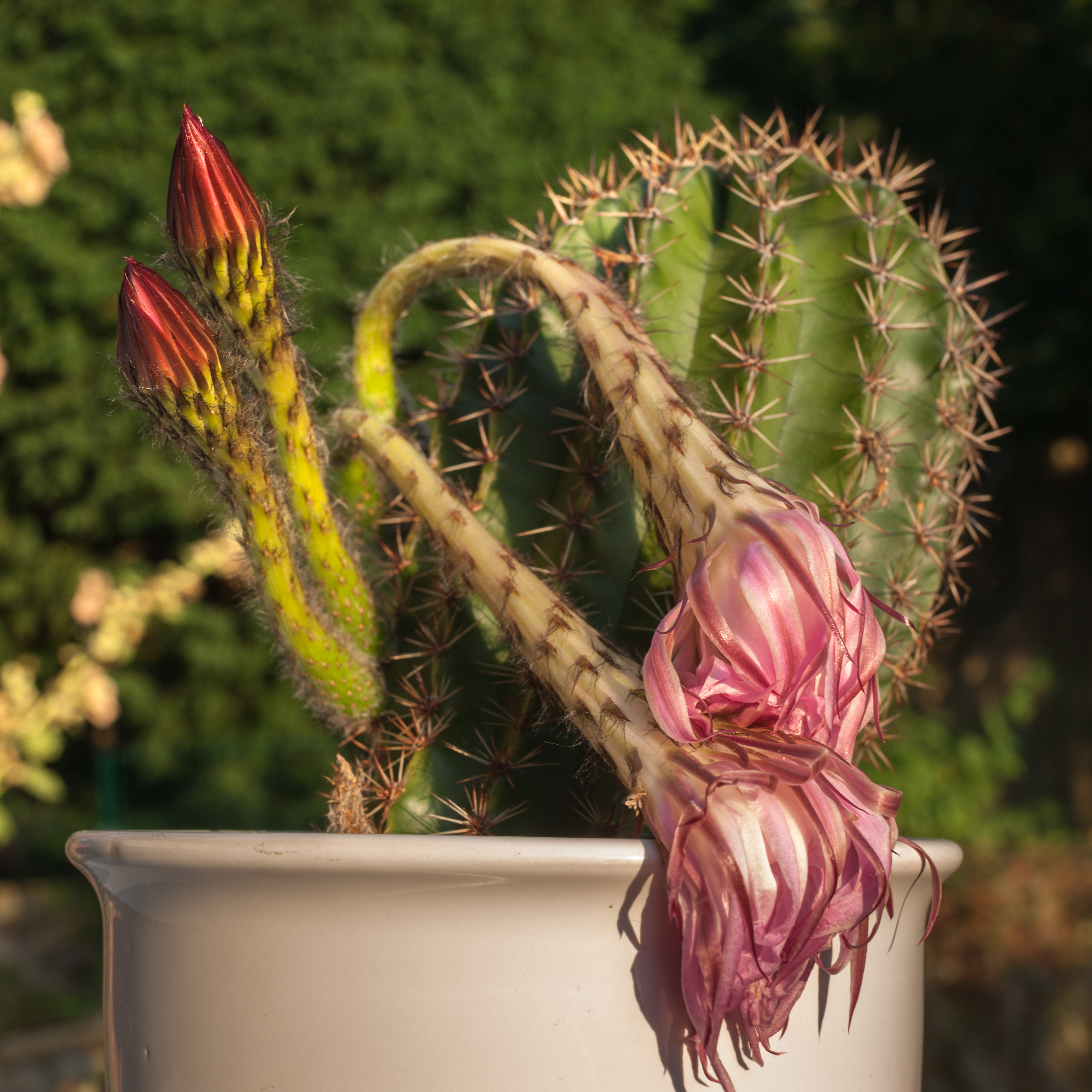